# Marcel Droüet
Marcel Droüet, né le 19 août 1888 à Sedan dans les Ardennes et mort pour la France à Consenvoye dans le département de la Meuse le 4 janvier 1915, est un poète français du XXe siècle. Son nom est inscrit au Panthéon parmi les 560 écrivains morts au combat pendant la Première Guerre mondiale.

## Biographie
Marcel Léon Droüet, né le 19 août 1888 à Sedan est le fils de Victor Émile Droüet (1852-1908), courtier en laine et de Mathilde Félicie Jeanne Bourgeois (1859-1908).  
Issu d'une famille originaire de la région de Cambrai, il fait des études de droit à Lille. Dès 1905, il publie des poèmes et rend compte dans de courts articles publiés par L'Écho théâtral de l'activité culturelle à Sedan. Début 1906, il publie ses textes comme rédacteur et secrétaire de la rédaction de la revue littéraire et artistique L'Indépendante. À la fin de la même année, il publie un texte en prose dans la jeune revue Les Bandeaux d'or.  
À 20 ans, il perd coup sur coup ses deux parents. Il est étudiant en droit et habite Paris lorsqu'il est incorporé en octobre 1909 pour faire son service militaire au 147e régiment d’infanterie. Renvoyé dans la disponibilité en septembre 1911, il a été nommé caporal en avril 1910 et sergent en juillet 1911.  
À partir de 1911, il écrit pour le journal Nos Elégances et la Mode Masculine, puis devient chroniqueur et secrétaire de la rédaction des Marches de l’Est auprès de Georges Ducrocq. Dans le milieu littéraire qu'il côtoie, il se lie avec Maurice de Noisay et Eugène Marsan,. Disciple de Charles Maurras et de Maurice Barrés, il collabore à la revue d'Henri Martineau, Le Divan et à la Revue critique des idées et des livres.  
Lors de la mobilisation d'août 1914, il est rappelé comme sergent à la 6e compagnie du 165e régiment d'infanterie. Il combat à Verdun, aux Ardennes, à la bataille de la Marne, aux Eparges et dans la Meuse, où il est tué le 4 janvier 1915, frappé d'un éclat d'obus, aux avant postes du bois de Consenvoye,,,. La citation qui accompagne sa distinction dans l'ordre de la médaille militaire à titre posthume le qualifie de « bon gradé. A toujours eu une belle attitude au feu. A été tué à son poste de combat, le 4 janvier 1915. Croix de guerre avec étoile de bronze ». D'abord inhumé près de l'église de Samogneux, son corps est transféré dans le caveau familial à Cambrai en 1930.  
Dès sa mobilisation, il rédige un carnet de route, le Cahier rouge qu'il destine à Georges Ducrocq et à Maurice Barrès. Il écrit sur sa page de garde le 2 août 1914 : « C'est à vous que je destine ces brèves notes, recueillies au jour le jour, aussi longtemps de la Campagne que Dieu voudra. Rien ne m'est plus doux que de reporter, en ces heures graves, mon souvenir et ma reconnaissance, vers ceux que mon amitié, mon admiration et mon respect ont élus ». Le sous-lieutenant Gabriel, qui s'est lié d'amitié avec Marcel Drouet envoie le carnet de route de celui-ci à Maurice Barrès le 8 janvier 1915. En avril 1915, le colonel Driant de passage à Samogneux prend une photographie de sa tombe pour l'envoyer à Barrès,.  
Son carnet de route et ses écrits de guerre sont publiés en 1923 par Henri Martineau avec une introduction de Georges Ducrocq, sous le titre Le Tombeau de Marcel Drouet,.  

## Œuvres principales
- L'Ombre qui tourne, poèmes, 1912
- Quelques feuilles du livre juvénile, 1912
- Le Cahier rouge, 1914

## Distinctions
- Médaille militaire, à titre posthume, décret du 22 avril 1920[24].
- Croix de guerre 1914–1918, étoile de bronze
- 1915 : Académie française - Prix Archon-Despérouses pour Quelques feuillets du livre juvénile et L’ombre qui tourne[25]

## Hommages
- Le nom de Marcel Drouet est inscrit au Panthéon dans la liste des 560 écrivains morts pour la France[26].
- Son nom figure sur le monument aux Parisiens morts pendant la Première Guerre et sur les monument aux morts de Sedan et de Cambrai.